# Jean-Louis Pierrot

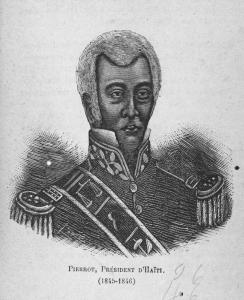
Jean-Louis Pierrot.

Jean-Louis Michel Pierrot, född 1761, 1765 eller 1773 i L'Acul-du-Nord, död 18 februari 1857 i Cap-Haitien, president på Haiti, 16 april 1845–1 april 1846. Gift med Cécile Fatiman.